# Экналигода, Сандья
Сандья Экналигода — правозащитница из Шри-Ланки. В 2017 году она стала лауреаткой Международной женской премии за отвагу. Она агитировала в пользу тысячи пропавших без вести в Шри-Ланке.
Сандья замужем за журналистом Прагитом Экналигодой, также пропавшим без вести. Её муж говорил ей, что был в расстрельном списке, что ему угрожали, чтобы он перестал писать. Он расследовал коррупцию, когда его похитили, а затем вернули в 2009 году. После того, как Прагит исчез в 2010 году, когда расследовал предполагаемое применение шри-ланкийской армией химического оружия против мирных жителей в борьбе с тамильскими повстанцами, Сандья начала активную деятельность по борьбе с этими исчезновениями.

## Награда
В 2017 году Экналигода за свои кампании была награждена Международной женской премией за отвагу. В декабре 2022 года она была признана одной из 100 женщин BBC.